# Amtsgericht Pollnow
Das Amtsgericht Pollnow war ein preußisches Amtsgericht mit Sitz in Pollnow, Provinz Pommern.

## Geschichte
In Pollnow bestand von 1849 bis 1879 die Gerichtskommission Pollnow des Kreisgerichts Schlawe. Das königlich preußische Amtsgericht Pollnow wurde mit Wirkung zum 1. Oktober 1879 als eines von sieben Amtsgerichten im Bezirk des Landgerichtes Stolp im Bezirk des Oberlandesgerichtes Stettin gebildet. Der Sitz des Gerichtes war Pollnow. Sein Gerichtsbezirk umfasste aus dem Kreis Schlawe den Stadtbezirk Pollnow, die Amtsbezirke Ratzlaff, Sydow und Vellin und der Amtsbezirk Wendisch Buckow ohne den Gutsbezirk Klein-Ristow. Aus dem Kreis Rummelsburg der Amtsbezirk Pritzig und der Gutsbezirk Bial aus dem Amtsbezirk Groß Schwirsen. Am Gericht bestand 1880 eine Richterstelle. Das Amtsgericht war damit das kleinste Amtsgericht im Landgerichtsbezirk.
Im Jahre 1945 wurden der größte Teil Pommerns, darunter der Sprengel des Amtsgerichtes Pollnow, unter polnische Verwaltung gestellt und die deutschen Bewohner vertrieben. Damit endete die Geschichte des Amtsgerichtes Pollnow.